# Nupserha kankauensis
Nupserha kankauensis là một loài bọ cánh cứng trong họ Cerambycidae.